# 기타야마우치촌
기타야마우치촌(北山内村)은 이바라키현 니시이바라키군에 일찍이 존재했던 촌이다.

## 지리
- 현재의 가사마시 북부에 위치한다.
- 촌은 대부분 구릉지대로 이루어져 있다.
- 촌은 가사마 분지의 북부에 위치한다.

## 역사
- 1889년 4월 1일 - 정촌제 시행에 의해 니시이바라키군 기타야마우치촌이 성립하였다.
- 1955년 2월 11일 - 가시마정, 미나미야마우치촌, 오이케다촌과 합병해, 새로운 가시마정이 성립하여, 동일 기타야마우치촌은 폐지되었다.

## 인구
| 1891년 | 3,509 |
| 1920년 | 3,815 |
| 1935년 | 3,928 |
| 1950년 | 4,832 |

## 참고문헌
- 笠間市史編さん委員会編『笠間市史』、笠間市、1998年
- 角川日本地名大辞典編纂委員会『가도카와 일본 지명 대사전 8 茨城県』、가도카와 쇼텐、1983年 ISBN 4040010809